# Вильгельм Август Саксен-Эйзенахский
Вильгельм Август Саксен-Эйзенахский (нем. Wilhelm August von Sachsen-Eisenach; 30 ноября 1668, Эйзенах — 23 февраля 1671, Эйзенах) — герцог Саксен-Эйзенахский.

## Жизнь
Вильгельм Август — сын герцога Адольфа Вильгельма Саксен-Эйзенахского и Марии Елизаветы Брауншвейг-Вольфенбюттельской. Он родился через 9 дней после смерти своего отца, и так как его старшие братья умерли во младенчестве, то был провозглашён новым герцогом Саксен-эйзенахским. Регентом при нём стал дядя Иоганн Георг.
Вильгельм Август был слабым и болезненным, и скончался в двухлетнем возрасте. Новым герцогом саксен-эйзенахским стал регент Иоганн Георг.

## Предки
1. ↑  Find a Grave (англ.) — 1996.